# Edward Barnard
Edward Emerson Barnard (Nashville, Tennessee, 6 de desembre de 1857 – Wisconsin, 6 de febrer de 1923) fou un astrònom estatunidenc conegut per ésser un hàbil observador, entre els seus descobriments destaquen l'estel de Barnard (tercer estel més proper a la Terra), la lluna joviana Amaltea, a més de cometes i nebuloses.
Nascut del matrimoni entre Reuben Barnard i Elizabeth Jane Barnard (de soltera Haywood), el seu pare morí al cap de poc de néixer, per això no va poder permetre's tenir una educació formal; als nou anys començà a treballar com a ajudant d'un fotògraf, d'on va néixer la seva curiositat per la fotografia i, una mica més tard, per l'astronomia.

## Investigació
El 1876 es construí el seu primer telescopi, un refractor de 127mm d'obertura amb el que va descobrir el seu primer cometa el 1881 (tot i que va cometre l'error de no comunicar-lo). En continuar amb aquest tipus d'observacions tan fructíferes descobrí un segon cometa aquell mateix any i un tercer el 1882. Empleat com a fotògraf, obrí un estudi com a retratista i va contraure matrimoni amb Rhoda Calvert el 1881.
A la dècada de 1880 es recompensava el descobriment de cada nou cometa amb una prima de 200 dòlars: Barnard en descobrí un total de vuit i invertí aquests diners en la construcció d'una casa per a la seva esposa.
Els seus treballs astronòmics d'aficionat aviat cridaren l'atenció d'altres aficionats, qui realitzaren una col·lecta per pagar-li els estudis a la Vanderbilt University, on es graduà als 30 anys; poc després entrava a treballar com empleat a l'Observatori Lick. El 1892 va realitzar observacions d'una nova, i en comprovar que era un núvol gasós va deduir que es tractava d'una explosió estel·lar. Aquell mateix any (el 9 de setembre), treballant visualment amb el gran refractor de 91cm de l'observatori, descobrí la cinquena lluna de Júpiter, el petit satèl·lit Amaltea.
La seva fama com a observador escrupolós el portà a treballar per la Universitat de Chicago el 1895, i va poder accedir a treballar a l'Observatori Yerkes on va efectuar observacions i estudis amb el major telescopi del món de l'època, el gran refractor de 101cm d'obertura: res més ésser instal·lat descobrí un estel company de Vega la nit següent al seu muntatge (el 20 de maig de 1897) Dotat d'una vista molt aguda arribà a observar cràters sobre la superfície de Mart, però no publicà aquest descobriment per por al ridícul. Els seus mapes visuals dels satèl·lits jovians no foren igualats fins a mitjans del segle passat i només serien millorats pels elaborats gràcies a les sondes espacials.
Entre el 1900 i 1914 efectuà estudis colorimètrics dels estels de cúmuls estel·lars i descobrí que els astres de M13 només eren de dos tipus: astres grocs (gegants roigs) i astres blancs. Seguint amb aquest tipus de treballs fotogràfics descobrí diversos estels variables en cúmuls globulars. Va mesurar el període d'algunes variables cumulars i determinar el moviment propi dels seus components. En els seus últims anys intentà determinar la distància extraordinàriament llunyana sfins a ells.
Pioner de l'astrofotografia, que aplicà sense descans als seus estudis estel·lars, descobrí el 1916 un feble estel vermell dotat d'un elevat moviment propi anual (l'Estel de Barnard). Es tracta del tercer estel més proper a la Terra, després del Sol i Alfa Centauri. Catalogà un total de 336 nebuloses fosques, així com centenars de camps estel·lars a la Via Làctia, nebuloses gasoses brillants (com la que envolta l'estel Antares: el complex gasós de Rho Ophiuchi).
Pels seus treballs, descobriments i investigacions se'l concedí la Medalla d'or de la Royal Astronomical Society el 1897; el 1917 rebria la prestigiosa Medalla Bruce. En el seu honor dos cràters han estat nominats amb el seu nom: un d'ells a la Lluna, un altre a Mart; una zona destacada de la lluna Ganimedes, Barnard Regio, recorda el satèl·lit jovià que tant estudià.

### Cometes descoberts
Entre el 1881 i 1892, va descobrir catorze cometes diferents, tres dels quals eren periòdics, i va codescobrir dos altres cometes:
- C/1881 S1
- C/1882 R2
- D/1884 O1 (Barnard 1)
- C/1885 N1
- C/1885 X2
- C/1886 T1 Barnard-Hartwig
- C/1887 B3
- C/1887 D1
- C/1887 J1
- C/1888 U1
- C/1888 R1
- C/1889 G1
- 177P/Barnard (P/1889 M1, P/2006 M3, Barnard 2)
- C/1891 F1 Barnard-Denning
- C/1891 T1
- D/1892 T1 (Barnard 3) - Primer cometa en ser descobert per fotografia; redescobert a finals del 2008 com a 206P/Barnard-Boattini

## Distincions

### Premis
- Medalla d'or de la Real Societat Astronòmica: 1897
- Medalla Bruce: 1917

### Epònims
- Cràter lunar Barnard
- Cràter Barnard a Mart
- Regió Barnard a Ganímedes
- L'asteroide 819 Barnardià
- Estel de Barnard
- Barnard Hall, a la Universitat Vanderbilt